# 聴聞
聴聞（ちょうもん）とは、行政機関が、行為、決定をする場合に、相手方その他の関係人に意見を述べる機会を与えること。

## 概要
- 事前聴聞
  - 処分聴聞
  - 規則制定聴聞
- 異議聴聞

## 行政手続法
行政手続法は、「国民の権利利益の保護に資する」ため、相手方に対する打撃の大きな不利益処分について聴聞を義務づけ、それ以外のものについては、弁明の機会を付与するものとしている（13条）。

### 聴聞を要する処分（13条）
- 許認可等を取り消す処分、資格又は地位をはく奪する処分、役員等を解任する処分、国籍喪失の宣告処分等。

### 手続の概略
- 聴聞の通知(15条)
- 代理人(代理人に資格や人数の制限は無い)(16条)
- 参加人(17条)
  - 不利益処分について利害関係を持つ当事者以外の者について、主宰者はその参加を求め又は許可することができる。これにより聴聞に参加する者のことを「参加人」と呼ぶ。
  - 参加人は、代理人を選任することができる。
- 文書等の閲覧(18条)
  - 文書閲覧権は聴聞を実質的にするものであり、当事者、同一利害関係を持つ参加人ができる(1項)。
  - 行政庁は、第三者の利益を害するおそれがあるときその他正当な理由があるときでなければ、その閲覧を拒むことができない(1項)。
- 聴聞の主宰者(19条)
  - 主宰者には「公正の確保」のため欠格事由が定められている。

1. 当該聴聞の当事者又は参加人
2. 当事者又は参加人の配偶者、四親等内の親族又は同居の親族
3. 当事者又は参加人の代理人又は補佐人
4. 前三号に規定する者であったことのある者
5. 当事者又は参加人の後見人、後見監督人、保佐人、保佐監督人、補助人又は補助監督人
6. 参加人以外の関係人

- 行政庁が指名する職員その他政令で定める者が主宰する。

- 冒頭説明(20条1項)
  - 行政庁の職員による予定される不利益処分の説明
- 当事者の意見の陳述、証拠書類の提出、職員に対する質問(20条2項)
  - 当事者又は参加人は、聴聞の期日に出頭して、意見を述べ、及び証拠書類等を提出し、並びに主宰者の許可を得て行政庁の職員に対し質問を発することができる。
- 補佐人(20条3項)
  - 当事者又は参加人は、主宰者の許可を得て、補佐人とともに出頭することができる。
- 非公開(20条6項) 
  - 聴聞の期日における審理は、当事者のプライバシーの保護、行政庁の事務負担の軽減から、社会的関心が高い等、行政庁が公開することを相当と認めるときを除き、公開しない[注釈 1]。
- 陳述書等の提出(21条)
- 聴聞調書の作成(24条)
  - 主宰者が、審理の経過を記載し不利益処分の原因となる事実に対する当事者及び参加人の陳述の要旨を明らかにする(1項)。
  - 聴聞の期日ごとに作成する(2項)。
- 報告書の作成(24条3項)
  - 聴聞主宰者が、聴聞終結後に当事者･同一利害関係人の主張に理由があるかどうかの意見を記載して作成し聴聞調書と共に行政庁に提出する。
- 聴聞調書･報告書の閲覧(24条4項)
  - 当事者又は参加人は、閲覧を求めることができる。
- 聴聞の再開(25条)
  - 行政庁は、聴聞の終結後に生じた、新たな証拠書類等の入手したなどの、事情にかんがみ必要があると認めるときは、主宰者に対し、聴聞の再開を命ずることができる。
- 不利益処分の決定(26条)  
  - 行政庁は、不利益処分の決定をするときは、第24条第1項の調書の内容及び同条第3項の報告書に記載された主宰者の意見を十分に参酌してこれをしなければならない。

### 不服申立ての制限
- 聴聞においてなされた処分又はその不作為については、行政不服審査法 による審査請求をすることができない。(27条)

## 聴聞制度の存在に伴う処分逃れとその対策
不利益処分を課す上で手続きの公正確保は重要であるが、聴聞などの過程には相応の時間がかかるため、その間に自ら廃業してしまえば営業停止、免許取り消しなどの行政処分の対象から外れることとなってしまう。
こういった「逃げ得」を阻止するために、聴聞段階まで至ったところで廃業した場合に再許可の欠格事由とするなど、法的対策も行われている。
- 宅地建物取引業法第5条第1項2の2号[2]では、宅地建物取引業免許取り消しに関する聴聞の公示がなされた後に（やむを得ない理由がなく）同業を廃業したものについて、廃業から5年間免許を受けることを禁止している。処分対象が法人で、聴聞の公示がなされる60日以内にその役員であった者も同様である。
- 廃棄物の処理及び清掃に関する法律第7条第5項第4号ホ及びヘ[3]でも同様に、聴聞の公示後に廃棄物処理業を廃業した場合、廃業から5年間は廃棄物処理業者としての免許の欠格期間となる。